# Schlatzendorf (Gemeinde Hürm)
Schlatzendorf ist eine Ortschaft in der Katastralgemeinde Hainberg der Marktgemeinde Hürm in Niederösterreich. Die Ortschaft hat 95 Einwohner (Stand 1. Jänner 2024).

## Geografie
Das Dorf liegt drei Kilometer südlich von Hürm an der Straße nach Bischofstetten. Durch den Ort fließt der Schildbach.

## Geschichte
Der Ort dürfte auf einen Freibauern namens „Scleczer“ zurückgehen, der seinen Wohnsitz auf dem Gribelhof hatte und zu dem die Hofstätten von Schlatzendorf gehörten. Das Anwesen Gribelhof liegt einen halben Kilometer nordöstlich von Schlatzendorf in Einzellage. Aber auch die späteren Familien Vördel und Kinnast, die ihre Ansitze in Schlatzendorf hatten und dem niederen Adel angehörten, wählten von Schlatzendorf als ihr Adelsprädikat.
Im Franziszeischen Kataster von 1821 ist Schlatzendorf mit mehreren kleinen Gehöften verzeichnet. Laut Adressbuch von Österreich war im Jahr 1938 in Schlatzendorf ein Wagner ansässig.